# أزادلو
أزادلو (بالإنجليزية: Azadlu)‏ هي قرية تقع في أردبيل في إيران. يقدر عدد سكانها بـ 293 نسمة بحسب إحصاء 2016.